# Javier Ortega Desio
Javier Ortega Desio (Paraná, 14 giugno 1990) è un rugbista a 15 argentino, terza linea ala della franchise degli Jaguares in Super Rugby.

## Biografia
Ortega Desio, proveniente dalla provincia di Entre Ríos, era in gioventù un tennista, ma un problema a una spalla ne interruppe la pratica e si dedicò al rugby; trasferitosi a Buenos Aires per intraprendere gli studi universitari in architettura, entrò nel San Isidro con cui debuttò nel campionato URBA nel 2010.
Debuttò nei Pumas in occasione del Sudamericano 2012 a Santiago del Cile contro l'Uruguay, anche se poi per tutto il seguito dell'anno non fu mai convocato e anche per il 2013; ritornò in squadra per il Sudamericano 2014 e il successivo Championship.
A febbraio 2015 firmò con la Federazione argentina un contratto triennale che prevedeva anche l'impegno per la nascente franchise da schierare nel Super Rugby allargato a 18 squadre nel 2016 e che successivamente prese il nome di Jaguares.
Più avanti nella stagione fu convocato alla Coppa del Mondo di rugby 2015 in Inghilterra in cui i Pumas giunsero quarti.

## Palmarès
- Campionati URBA: 2
San Isidro Club: 2010, 2011